# ایوان منحصربه‌فرد
ایوان منحصربه‌فرد (انگلیسی: The One and Only Ivan) کتابی است در زمینهٔ ادبیات کودک و نوجوان نوشتهٔ کاترین اپلگیت با مصورسازی «پاتریشیا کاستلو» که در سال ۲۰۱۲ برندهٔ نشان نیوبری و چندین جایزهٔ دیگر از جمله نشان کالدکوت گردید.

## خلاصهٔ ماجرای داستان
فانتزی شگفت‌انگیز و تلخ اپلگیت، دربارهٔ گوریلی است که در یک فروشگاه و در اصل یک مرکز خرید بزرگ در قفس زندگی می‌کند و زندگی اش پس از آشنا شدن با یک بچه فیل عوض می‌شود، اپلگیت با الهام از مقالهٔ یک روزنامه مربوط به ۲۰ سال پیش (از تاریخ نگارش قصه) که دربارهٔ زندگی واقعی گوریلی به نام ایوان در یک فروشگاه بود و سرانجام به باغ وحش سپرده شد، کتابش را نوشته است.